# Neostasina gwadloupensis
Espèce
Neostasina gwadloupensis est une espèce d'araignées aranéomorphes de la famille des Sparassidae.

## Répartition
Cette espèce est endémique de Guadeloupe. Elle se rencontre vers la Soufrière.

## Description
Le mâle holotype mesure 7,50 mm et la femelle paratype 9,47 mm.

## Systématique et taxinomie
Cette espèce a été décrite par Bourgeois, Lara-Cabello et Réveillion en 2025.

## Étymologie
Son nom d'espèce, composé de gwadloup et du suffixe latin -ensis, « qui vit dans, qui habite », lui a été donné en référence au lieu de sa découverte, la Guadeloupe.

## Publication originale
- Bourgeois, Lara-Cabello & Réveillion, 2025 : « A new species of Neostasina Rheims & Alayón, 2016 (Araneae: Sparassidae) from Guadeloupe. » Revista Ibérica de Aracnología, no 46, p. 103-107.